# Colletes skinneri
Colletes skinneri är en biart som beskrevs av Henry Lorenz Viereck 1903. Den ingår i släktet sidenbin, och familjen korttungebin. Inga underarter finns listade i Catalogue of Life.

## Beskrivning
Ansiktet är klätt med lång, ljusgrå päls som kan vara nästan rent vit hos honan; antennerna är bruna, hos hanen mörkt rödbruna. Mellankroppen har svart päls med inblandning av grått främst på sidorna och bakåt. Hos hanen kan det även finnas en gulaktig inblandning. Benen är svartbruna hos hanen och rödbruna till svarta hos honan medan vingarna är mörka och rikligt klädda med behåring som är mörkbrun hos hanen och gulbrun hos honan. I bakkanten av tergiterna 1 till 5 (de fem främre segmenten på bakkroppens ovansida) har arten vita hårband, vilket ger bakkroppen ett randigt utseende. Resten av tergit 1 har riklig, ljusgrå päls hos hanen, gles, vitaktig hos honan. På tergit 3 till 6 har hanen mycket gles, svart behåring (utom, i förekommande fall, på bakkanterna), medan honan har rikligt med svart behåring, dock bara på tergit 3 till 5. Hanen har en medellängd på 10 mm, och en genomsnittlig vinglängd på 7,5 mm; motsvarande värden för honan är 11 mm för kroppslängden och 8 mm för vingen.

## Ekologi
Arten flyger åtminstone till slutet av augusti och besöker blommande växter från lökväxternas familj (som löksläktet), ärtväxter (som blålusern och gul sötväppling) och näveväxter (som Geranium richardsonii).

## Utbredning
Arten har påträffats i Utah, Arizona och New Mexico i USA samt Jalisco och Hidalgo i Mexiko.